# Bronnegerveen
Bronnegerveen est un village dans la commune néerlandaise de Borger-Odoorn, dans la province de Drenthe.